# 金文安公祠
金文安公祠，又名仁山书院，位于中华人民共和国浙江省金华市兰溪市云山街道延安路天福山8号，是祭祀宋元之际兰溪籍理学大家金履祥（1232～1303年）的名人祠，现为民居。
这座祠堂，明正德十年乙亥（1515年）敕建为金履祥建立专祠，在前任金华府知府赵豫倡议下，劉瑾伏誅后到任的新任知府刘菃亦颇赞同，选中城中天福山慈明佛院废址，建仁山书院，复建堂以时祀。，金华府通判毘陵赵前来兰溪筹划，委托金氏后裔金镛负责建造，金华府同知济南张公常来帮忙，前任兰溪知县周勋、现任知县钱烱亦大力支持。书院工程于正德戊寅（1518）春完工。清同治年间重建。金文安公祠坐南朝北，面阔3间11米，进深10.6米。
1997年9月2日，金文安公祠公布为第四批兰溪市文物保护单位。